# Allocyclops austronipponicus
Allocyclops austronipponicus – gatunek widłonoga z rodziny Cyclopidae. Opisał go w 2005 roku zespół japońskich biologów w składzie: Ko Tomikawa, Teruo Ishida i Shunsuke F. Mawatari. Miejsce typowe to rzeka Yona, wies Kunigami na japońskiej wyspie Okinawa (współrzędne 26°45′34″N 128°13′09″E/26,759444 128,219167).